# Prastav (firma)

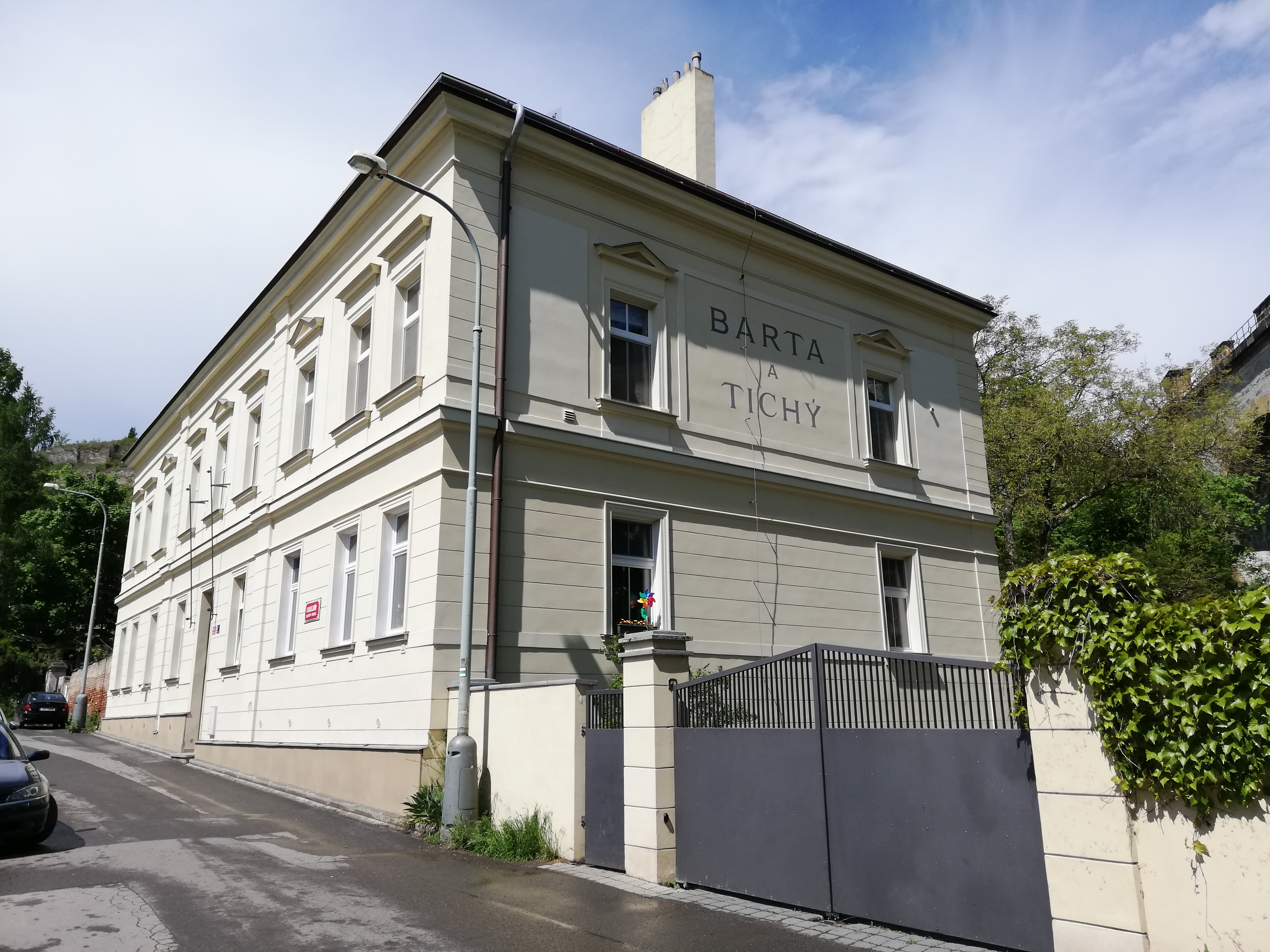
Provozní budova firmy „(Ferdinand) Barta & (Karel) Tichý“ se sídlem v Hlubočepích (jaro 2021). Na jihovýchodním štítu bytového domu je obnovený původní nápis: „BARTA a TICHÝ“

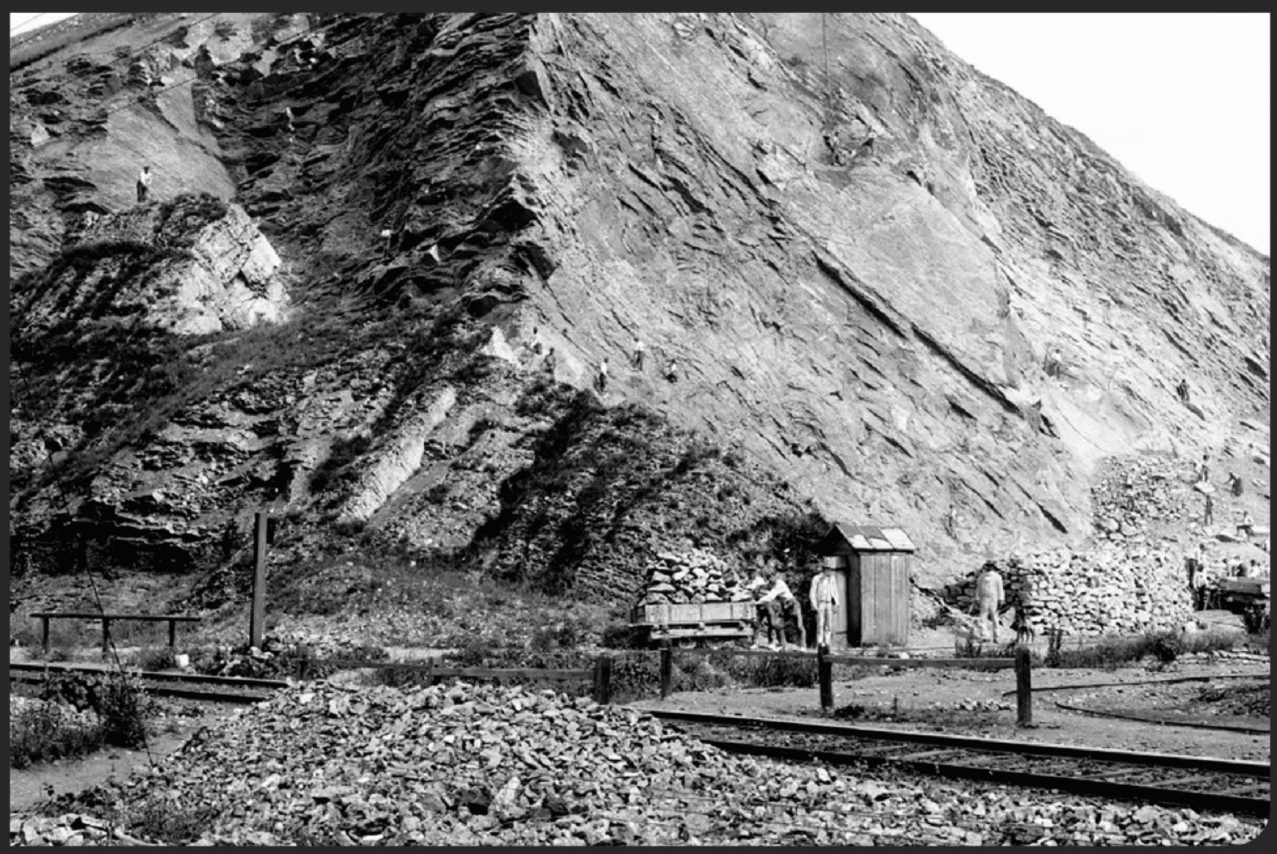
Historická podoba velkého vápencového lomu v pražském Prokopském údolí

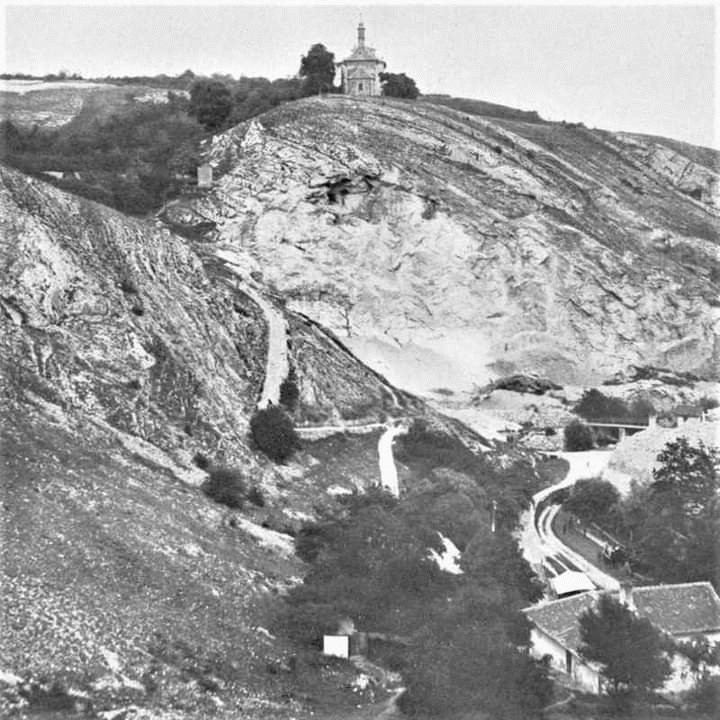
Pohled na velký prokopský lom kolem roku 1890

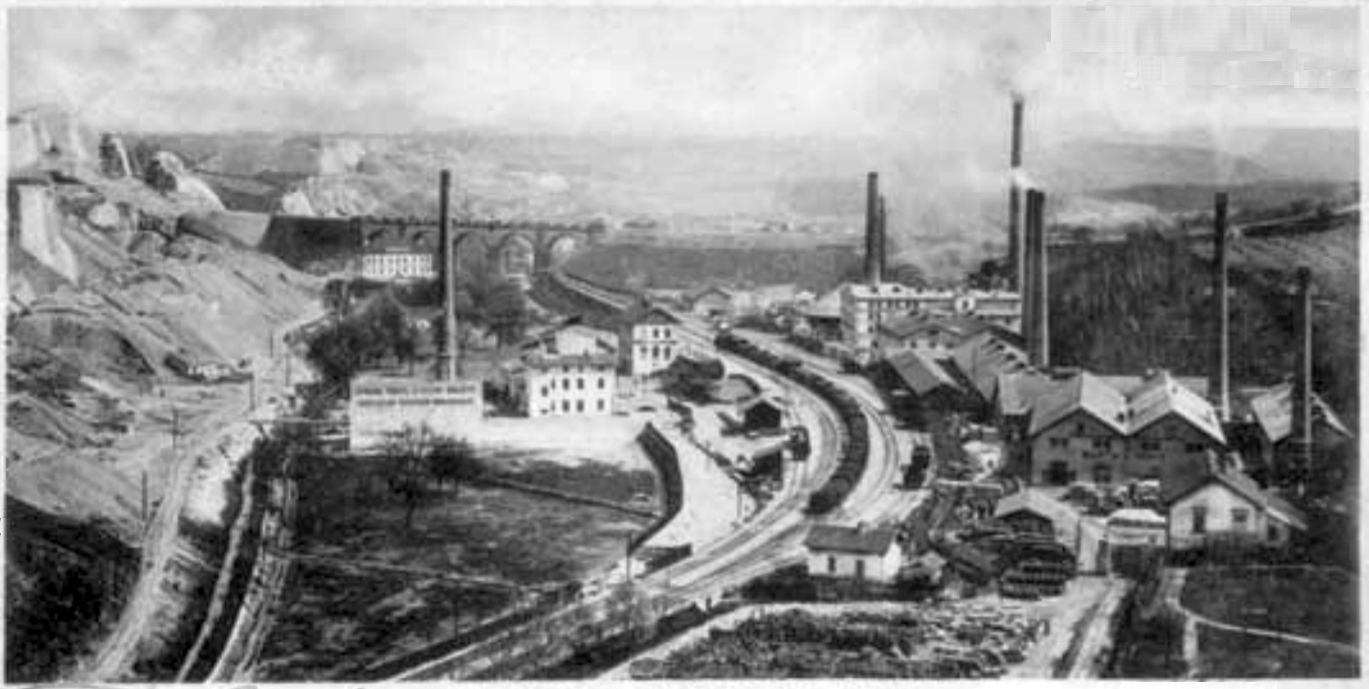
Pohled na tovární komplex Barta & Tichý v pražských Hlubočepích, rok 1898

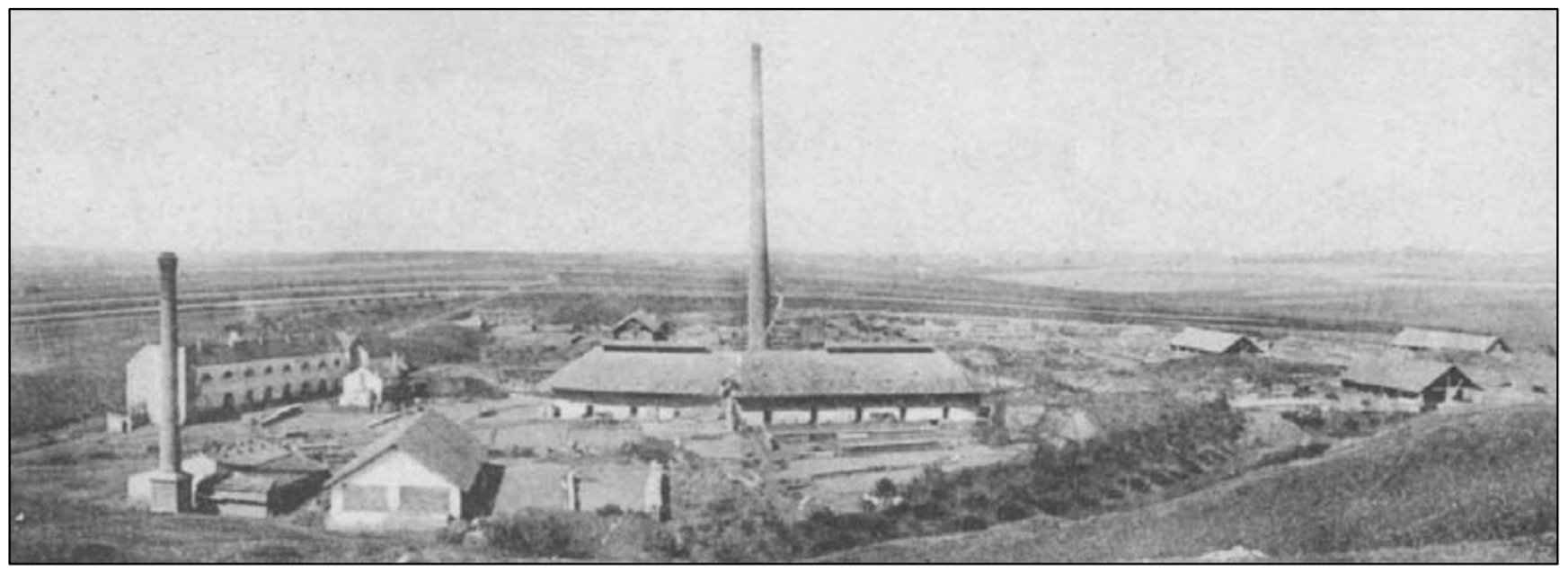
Parostrojní kruhová cihelna Barta & Tichý v Řeporyjích (kolem roku 1900)

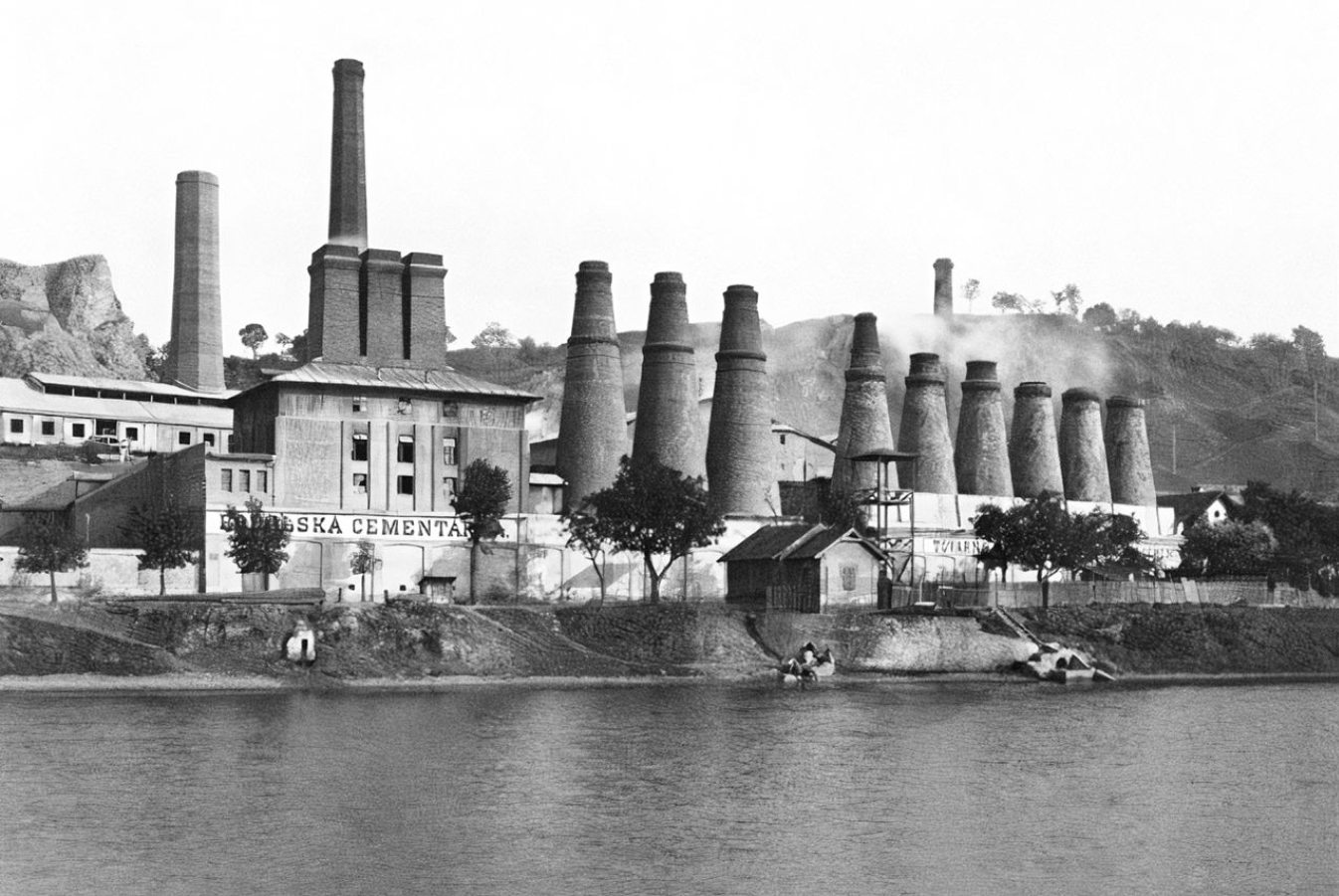
Podolská cementárna (foto kolem roku 1920)

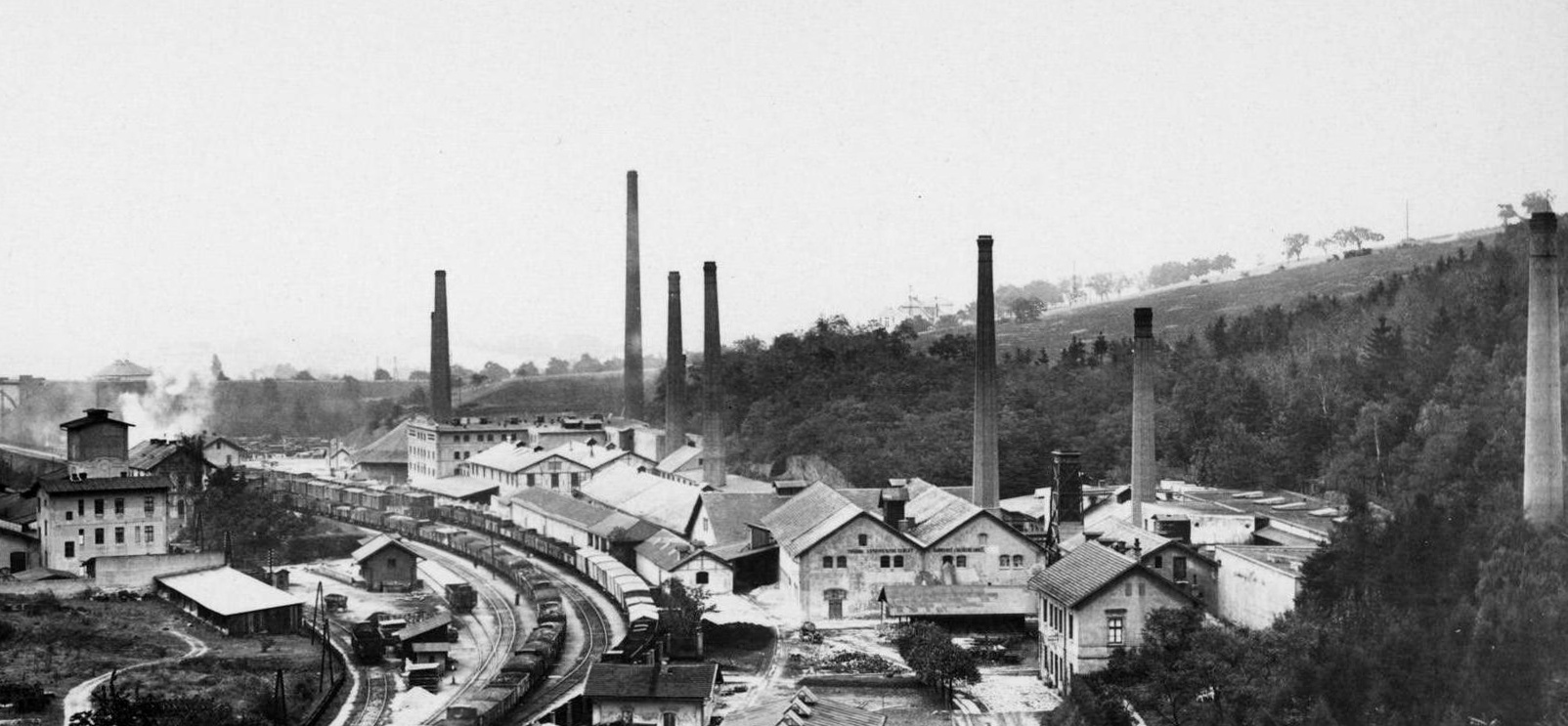
Celkový pohled na tovární komplex vápenky a cementárny firmy Barta & Tichý v pražských Hlubočepích (rok 1925)

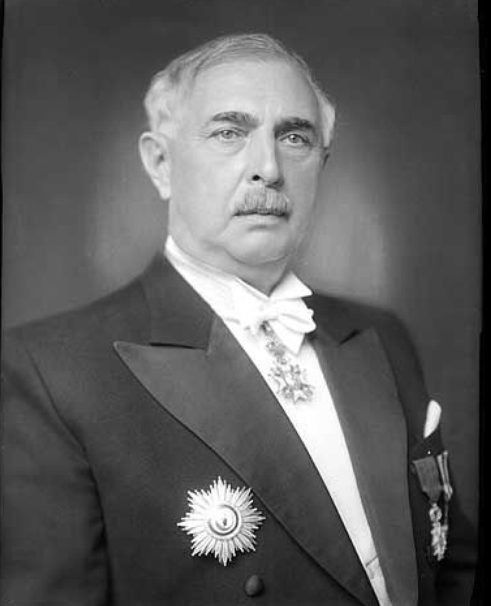
Komerční rada a průmyslník Rudolf Barta (1936)

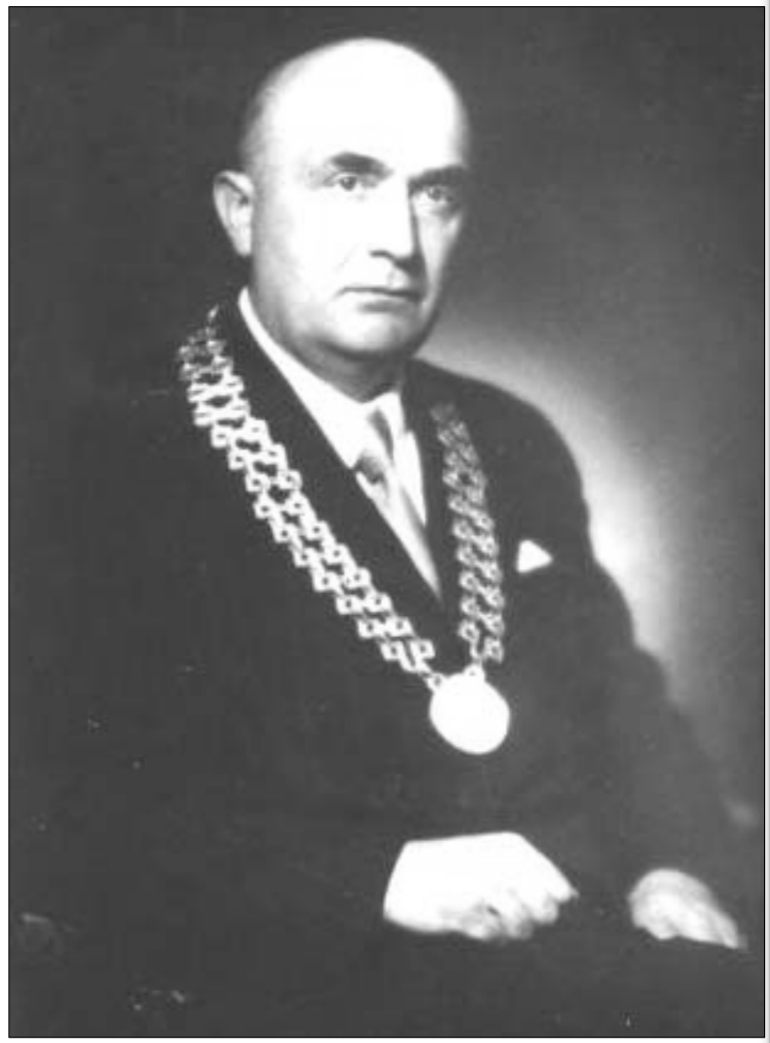
Prof. dr. Ing. Rudolf Bárta DrSc (1946)

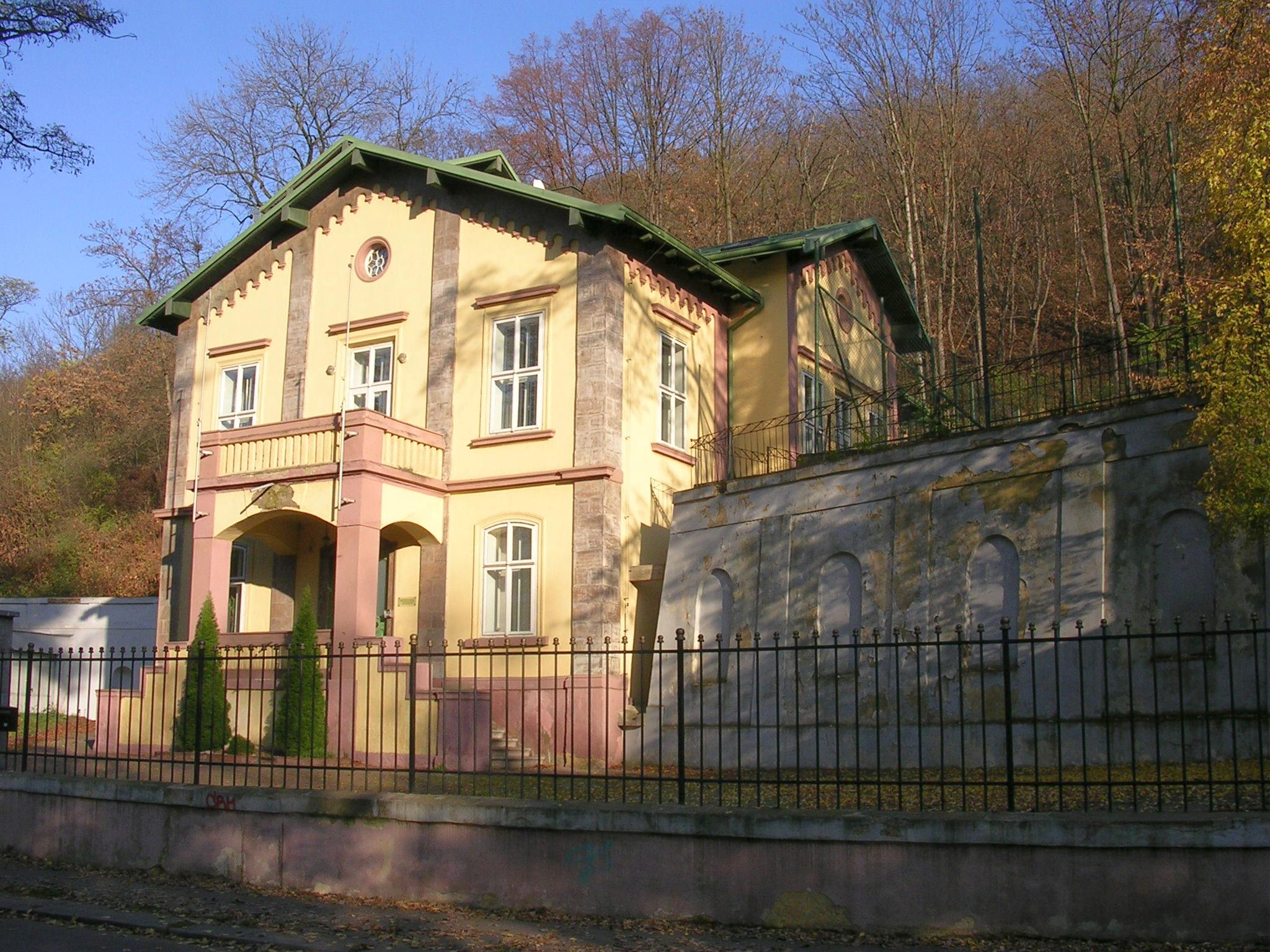
Ředitelská vila související s areálem dnes (rok 2021) zaniklé podolské cementárny. Historizující objekt s patrným vlivem industriální architektury postavený před rokem 1897 se nachází na adrese Podolská 448/54, 147 00 Praha 4

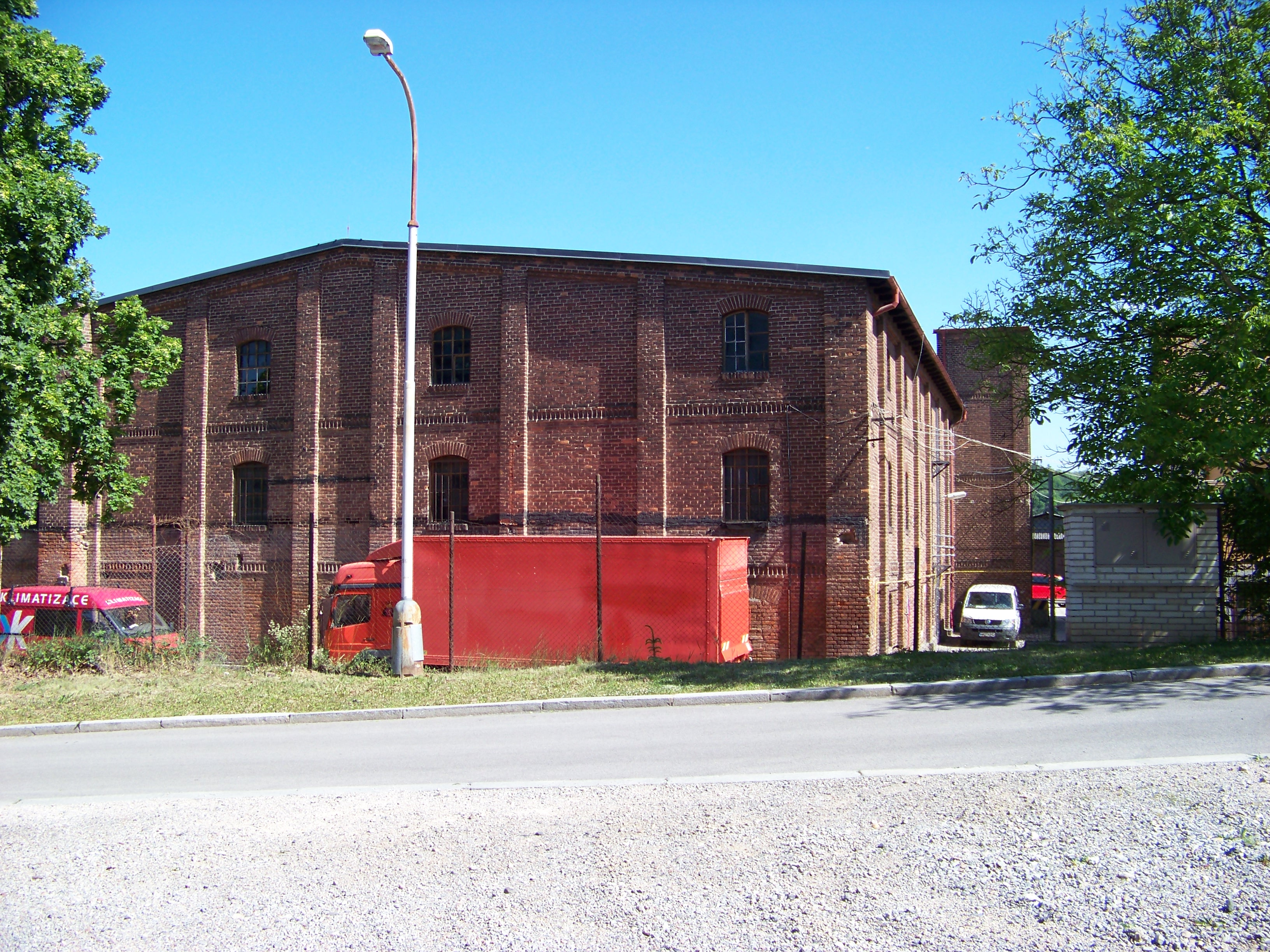
Hergetova cihelna (Sedlec)

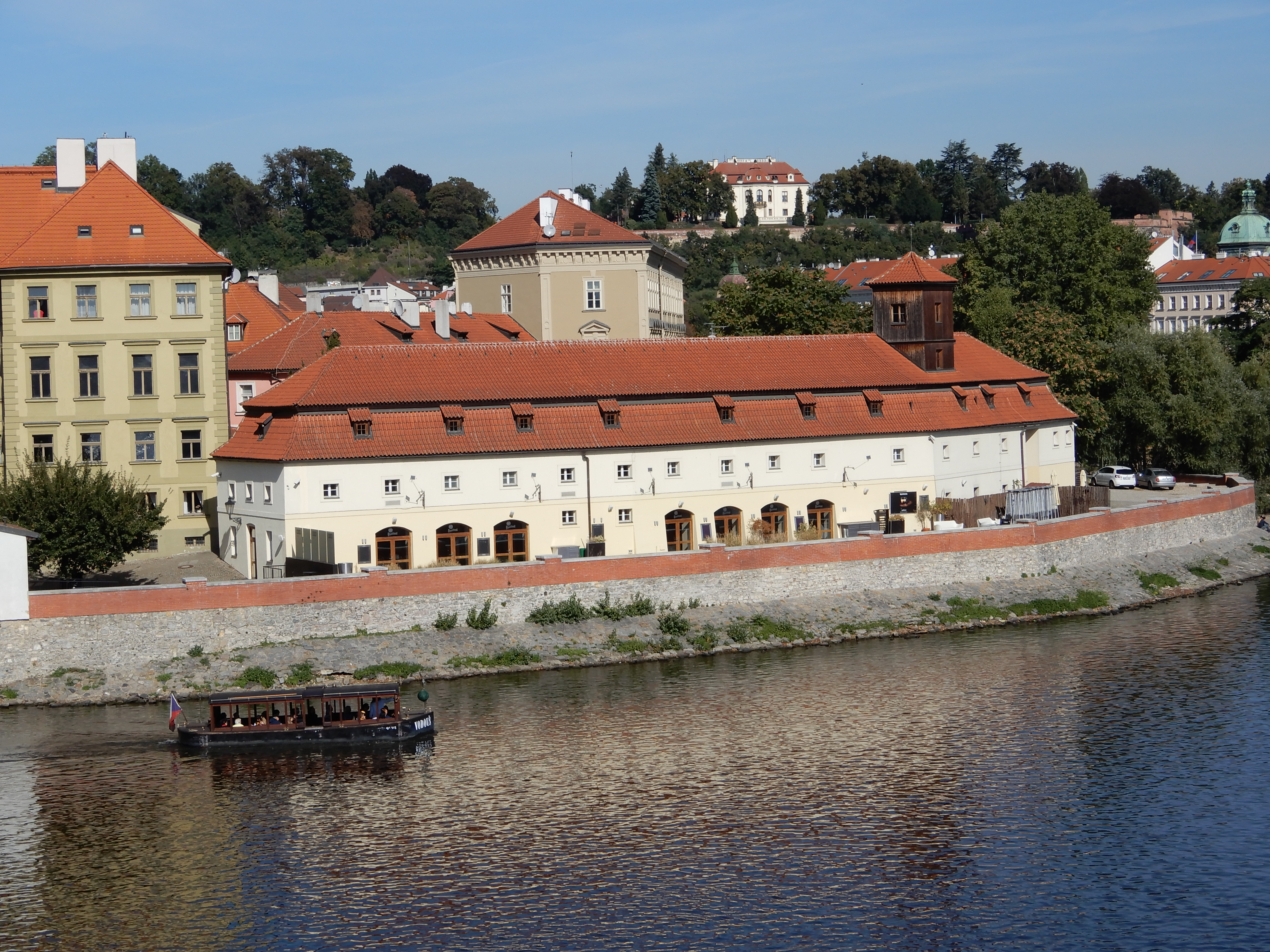
Hergetova cihelna (Malá Strana)

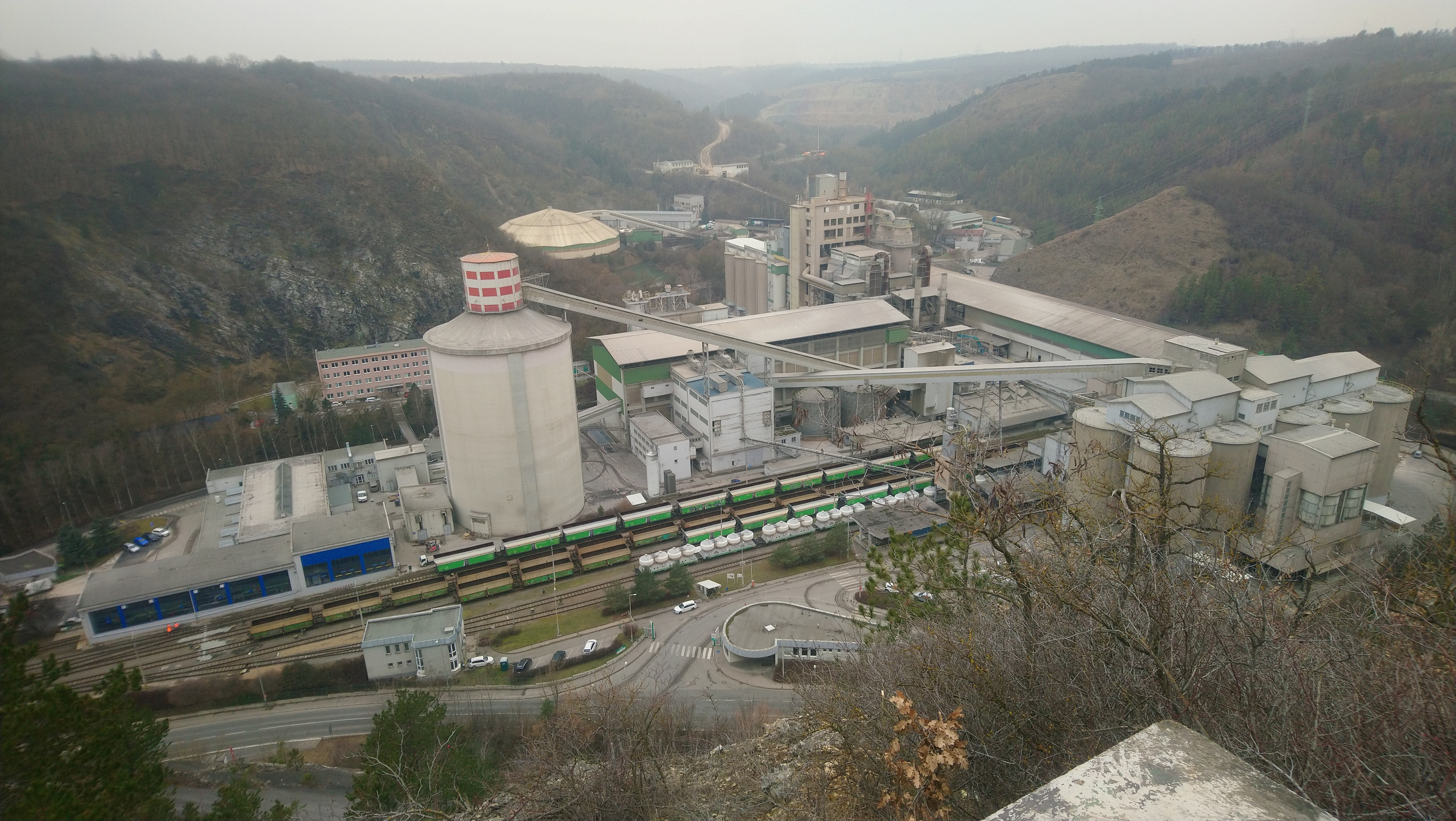
Cementárna Radotín

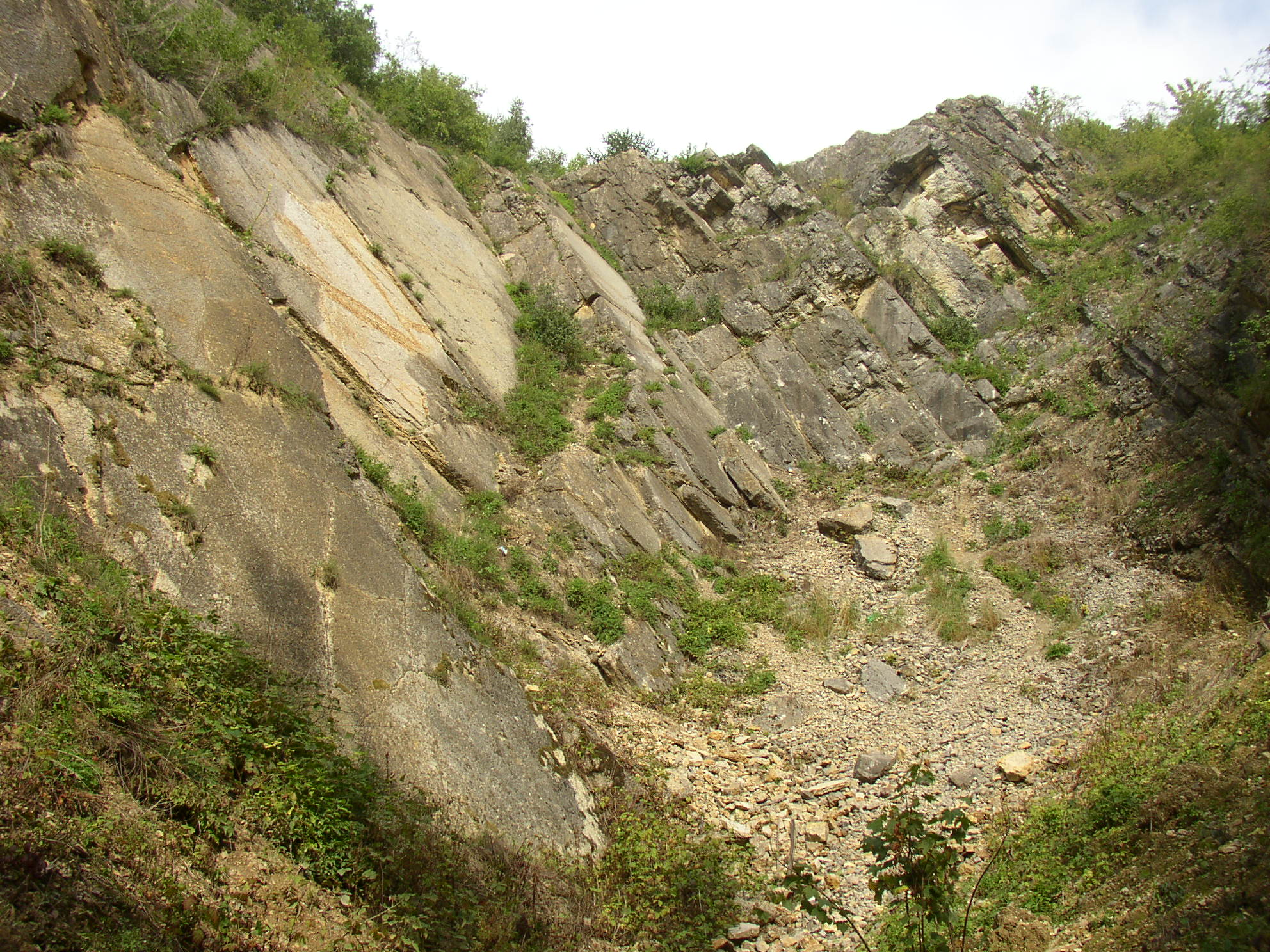
Západní a severní stěna lomu Prastav

Prastav je zkratka firmy Pražská staviva (celým názvem: Spojené pražské továrny na staviva, akciová společnost), která vznikla 25. června 1921. Společnost orientující se od počátku na produkci vápna, cementu a keramiky byla založena na základech rodinných firem Barta & Svoboda (respektive Barta & Tichý) a Portland Cementfabrik Radotin, Max Herget za finanční asistence České banky v Praze. Zkrácený, později oficiální, název Prastav začala firma používat asi od roku 1924 nebo 1925. Po těžkostech, které Prastav provázely ve 20. letech 20. století a během hospodářské krize 30. let 20. století, zažila firma nebývalý rozmach koncem 30. letech 20. století, kdy patřila mezi dominantní hráče na předválečnému trhu se stavebními hmotami v Československu. Po skončení druhé světové války byl Prastav už v roce 1945 znárodněn na základě dekretu o Znárodnění dolů a některých průmyslových podniků a jeho majetek byl v roce 1946 rozebrán: část přičleněna k podniku České cementárny a vápenice, národní podnik (v Králově Dvoře) a část pak k Ústřednímu podniku Československé keramické závody, n. p. (v Rakovníku).

## Historie

### První experimenty
V Prokopském údolí (přesněji v Hlubočepích) zahájil již v roce 1860 první experimentální pálení vápna a cementu v milířích (a v šachtových pecích) podnikatel Ferdinand Barta. Následné rozhodnutí (30. října 1866) o zbourání pražského městského opevnění došlo sice naplnění až v roce 1874, kdy se skutečně začalo fyzicky bourat, ale bylo předzvěstí budoucího oživení prodeje volných pozemků a zvýšení poptávky po stavebních hmotách.

### FirmaBarta & Svoboda
V roce 1868 se Ferdinand Barta spojil se svým švagrem Otakarem Svobodou, založili firmu Barta & Svoboda a jejich firma (s pomocí českého kapitálu) zbudovala (v roce 1870) novou cementárnu v pražském Podolí. Cementárnu v roce 1872 koupila (a dále pak provozovala) nově vzniklá Česká akciová společnost k vyrábění a zužitkování staviva.

### FirmaBarta & Tichý(I.)
Bartova firma vlastnila několik lomů, ale po krachu na vídeňské burze (9. května 1873) se přesto dostala do finančních potíží, které znamenaly její konec. V roce 1875 využil Ferdinand Barta nabídku podnikatele Karla Tichého a společně založili (ještě téhož roku) firmu Barta & Tichý, která vlastnila vápenku a cementárnu v dnešních pražských Hlubočepích.

### Max Herget (I.)
Podnikatel v průmyslu stavebních hmot Max Herget pocházel z tradiční pražské podnikatelské rodiny a vedl společně s bratrem Adolphem Hergetem rodinný podnik (cementárna v Hlubočepích a parní cihelna v Bubenči). Po smrti bratra Adolpha v roce 1861 se stal Max jediným vlastníkem rodinné firmy. Po krachu na vídeňské burze (9. května 1873) jej ale následný hospodářský otřes hospodářsky příliš neoslabil. Herget byl u založení Pražské akciové továrny na vyrábění hydraulického cementu v Radotíně. Společnost získala 14. října 1871 stavební povolení pro zbudování cementárny. Radotín se nacházel poblíž vápencových lomů a zároveň na trati České západní dráhy (trať Praha – Plzeň), která byla zprovozněna 14. července 1862. Max Herget se stal hlavním akcionářem ještě před otřesem způsobeným hospodářskou krizí, během níž byla dokonce na čas zastavena i produkce cementárny. A byl to právě Max Herget, kdo útlumu strategicky využil. Jako hlavní akcionář odkoupil v roce 1876 za 44% odhadní ceny celý podnik a akciová společnost následně zanikla. Max Herget tímto odkupem získal cementárnu v Radotíně (s roční produkcí asi 500 vagonů zboží) a dále ji rozšiřoval (vyvážel do celých Čech, na Moravu a do Uher). V roce 1877 podnik nesl nový název Portland Cementfabrik Radotin, Max Herget. Kromě toho Maxi Hergetovi patřily cihelny na Smíchově, v Bubenči a Dejvicích. Postupným přikupováním pozemků se mu podařilo získat do svého majetku i celý vápencový vrch Barrandov.[zdroj?]

### FirmaBarta & Tichý(II.)
Ferdinand Barta a Karel Tichý zakoupili na jaře 1875 v těsné blízkosti Bartových lomů další pozemky v Hlubočepích a nechali si na nich zbudovat moderní vápenku s kruhovou pecí. (V centru Prahy zřídili kancelář určenou k prodeji umělých hnojiv a vápenných přípravků.) 
Roku 1898 založili výrobci šumivých limonád akciovou společnost „Český průmysl pro výrobu a zužitkování kyseliny uhličité v Praze“. Výrobu zahájili v květnu 1899 v Hlubočepích v továrně, jejíž areál se rozkládal na severní části pozemku firmy Barta & Tichý a od jižní části pozemku firmy, kde stála vápenka, byl oddělen kolejištěm trati z Prahy do Rudné a železniční stanicí Hlubočepy. V této firmě (později Technoplyn) s vícero podílníky vlastnil dominantní kapitál Karel Tichý – první předseda její správní rady.
Následovaly další aktivity společnosti Barta & Tichý: investice do rozvoje vápencových lomů, výroba vápna, nové pece v Hlubočepích, rozšíření lomu v Prokopském údolí a jeho spojení s vápenkou pomocí vlečky vedoucí skrze téměř 100 metrů dlouhou ve skále raženou transportní štolu (tunel).
Celý komplex firmy Barta & Tichý byl v roce 1878 rozšířen o výrobu šamotu, kameniny a terakoty s vhodným využitím jílů, které se získávaly z ložisek u Hlubočep. (Těmito jíly firma zásobovala i závody na Zbraslavi a v Lahovicích). Keramička společnosti Barta & Tichý (obchodně vedená Karlem Tichým) byla úspěšná i v konkurenci s většími keramickými závody v Rakovníku nebo v Šatově. Po smrti Karla Tichého v roce 1908 se vedení továrny na keramiku ujal syn Ferdinanda Barty Rudolf Barta. Firma se pod jeho vedením rozrostla o továrnu na cementové výrobky na Smíchově, vápenici a umělé cihlářství v Řeporyjích. (Společnost převzala také zastoupení firmy The Neuchâtel Asphalt Company Limited.) Ještě než vypukla první světová válka firma se rozšířila o závod v Bohdanči.

### Max Herget (II.)
Firma Maxe Hergeta se průběžně rozvíjela, ale po jeho smrti v roce 1893 byla rozdělena mezi jeho příbuzné, kteří získali společné vlastnictví domu na Malé Straně č.p. 101; cihelnu v č.p. 102 (využívanou jen jako sklad vápna a cementu pro vnitřní Prahu); vápenice Hlubočepy a Zlíchov; továrnu na hliněné zboží a tašky v Bubenči č.p. 36; cihelny v Dejvicích; dům na Novém Městě č.p. 247 ve Štítkovských mlýnech ale hlavně původní firmu Max Herget. Po smrti Maxe Hergeta vedli firmu jeho syn Antonín Herget, rytíř Berger a dcery Marie Hergetová a Vilemína (Wilhelmina) Hergetová.
Radotínská cementárna získávala suroviny nejprve z nedalekých lomů ve Slivenci a na Lochkově, později pak i z Berouna (tady byla zakoupena vápenka a vybudována další cementárna). Nové šachtové pece byly k radotínské cementárně přistaveny v roce 1897 v rámci její modernizace a v roce 1910 přibyly ještě trubnaté mlýny. Radotínkská cementárna zaměstnávala okolo 500 dělníků. Po roce 1913 firmu převzaly (dočasně za nezletilého syna) Wilhelmina a Marie Hergetová a Helene Mießl von Zeileißen, později syn Heinrich Herget.

### Fúze a vznik Prastavu
První světová válka přinesla omezení výroby a redukci investic. S jejím koncem a se vznikem samostatného Československa vešel v platnost zákon o stavebním ruchu a s ním zvýšená poptávka po veškerých stavebních hmotách na nové budovy státních a městských úřadů, velkých veřejných staveb ale i nových obytných čtvrtí, činžovních bloků a rodinných domů. Obě firmy, a to jak Bartova tak i Hergetova, vyřešily naléhavou potřebu nových investic do svých provozů a jejich momentální nedostatek pomocí bankovních úvěrů. Česká banka v Praze poskytla oběma firmám úvěr, ale jako jeho pojistku požadovala možnost kontroly nad oběma společnostmi. A byli to právě bankovní úředníci, kteří navrhli propojení obou firem do nové akciové společnosti, kterou by Česká banka v Praze mohla snadněji kontrolovat. Za účasti České banky v Praze  založili Rudolf Barta a dr. Heinrich Herget dne 25. června 1921 firmu s názvem Spojené pražské továrny na staviva, akciová společnost (zkratka: Prastav). Akciovka disponovala počátečním kapitálem 16 milionů Kč v 40 tisících akciích na majitele po 400 Kč. K oficiálnímu zápisu do rejstříku firem došlo 20. října 1921.  Tímto krokem vznikl Prastav – jeden z největších komplexů na výrobu a distribuci stavebních hmot v Československu.

### Majetek Prastavu
Firma disponovala rozsáhlými výrobními kapacitami a movitým majetkem, do něhož patřili:
- Cementárna Radotín;
- továrna na cementové zboží na Smíchově;
- vápenice Zlíchov, Beroun, Hlubočepy, Holyně, Řeporyje a Bohdaneč;
- vápencové lomy u Ledče;
- keramička a šamotárna Hlubočepy s 38 pecemi;
- kamenolom a průmysl mramoru Radotín, Slivenec, Kosoř, Bohdaneč a Český Šternberk;
- parostrojní cihelna v Řeporyjích;
- řada vlastních skladů, zejména na nádražích v Praze, ale i v Hořovicích, Plzni, Karlových Varech nebo Jindřichově Hradci a
- obchod se stavivy.

Účetně byly obě firmy vedeny společně ještě před vlastní fúzí a to od 1. ledna 1920. Nová zfúzovaná firma převzala navíc i výhradní prodej vápna od firmy Biskup, Kvis & Kotrba. Hergetova firma měla v době fúze asi 350 dělníků, Bartova více než 800 osob, ale po spojení činil celkový počet jen 1000 zaměstnanců. Výsledná akciová společnost si nadále zachovala ekonomický profil rodinné firmy, kde jen minoritní balík akcií byl vlastněn bankou. Ačkoliv firma hodně investovala, od jejího založení 25. června 1921 až do 31. prosince 1921 vykázala účetní zisk ve výši 541.093 Kč.

### Počátky Prastavu
Zfúzovaná firma zahájila investice směřující do rekonstrukce starých provozů s cílem zvýšení jejich výrobních kapacit. Největší objem práce a financí směřoval do závodu v Radotíně, kam byly instalovány výkonné otáčivé rošty od firmy Gruber Berlin. Rošty zvýšily nejen objem výroby, ale celkově zlevnily produkci a zvedly ziskovost radotínského závodu. Rekonstrukce ale zákonitě pohltila celkovou částku 6 milionů korun krytou provozním úvěrem u České banky. Ten byl schválen a v pololetí 1922 navýšen na 15 milionů korun.[zdroj?]
V začátku první poloviny 20. let 20. století ale začala odeznívat stavební vlna, klesající poptávka po vápnu a cementu tlačila prodejní ceny dolů. Rekonstrukce cementárny v Berouně nebyla ani zahájena; v Řeporyjích byl omezován provoz navzdory tomu, že tam již byly nainstalovány nové stroje. V létě 1923 sice skončila rekonstrukce v Radotíně, ale až do začátku roku 1924 jel provoz jen na jednu pec, protože se opozdily dodávky strojírenských firem nutné ke zprovoznění druhé pece. Až do pololetí 1924 byla finanční bilance podniku nedobrá, nedosahovalo se předpokládaného zisku. Vlivem nízké ziskovosti, velkých investic za současného poklesu tržních cen staviv skončila firma v roce 1923 ve ztrátě čítající více než 5,5 milionů korun. Česká banka obdržela od správní rady požadavek na zvýšení úvěru o 5 milionů, ale byla ochotna úvěrovat jen 2,5 milionu a zbylou sumu měli firmě dodat její majoritní akcionáři. Další finanční ústavy nechtěly zadlužené firmě poskytnou žádné další úvěry a akcionáři se museli uchýlit k uzavření dohody s pražským velkoobchodníkem s uhlím Rudolfem Weinmannem. Rudolf Weinmann zafinancoval firmu s tím, že se stal v roce 1924 akcionářem (člen správní rady) a že získal možnost převzít až polovinu firemních akcií do konce roku 1930, k čemuž pak skutečně došlo.

### Těžkosti 20. let 20. století
Od Akciové železárny a ocelárny v Hrádku si společnost pronajala vápencový lom v Srbsku u Berouna. V roce 1924 vyhořela vápenka v Berouně a následujícího roku (1925) měla cementárna v Radotíně poruchu (později odstraněnou) znamenající výpadek asi 400 vagonů cementu.  Kolem roku 1926 oznámily Králodvorské cementárny zahájení výstavby nového kapacitního moderního závodu, které věstilo výrazné snížení výrobních nákladů u této konkurenční firmy a predikovalo obecně i pokles cen stavebních hmot na trhu. Prastav se dostával pod ostrý konkurenční tlak, hlavní závod v Hlubočepích rychle zastarával, jeho nemoderní technologie produkovaly cement nižší jakosti prodávaný na trhu za nižší ceny. Firma neměla další investice, které by nasadila do modernizace svých závodů, neboť většinu příjmů a zisků pohltily splátky předchozích bankovních úvěrů. Přesto ještě v roce 1928 dosáhla firma zisku 2.310.757 Kč.

### Rozšiřování majetku
Po svém vzniku (1921) Prastav získal podíl na firmě Keramika, spol. s r.o. (Jednalo se o prodejnu dlaždic, obkladaček, kameninového zboží a kamen. Tato firma vznikla v roce 1919 s tím, že převzala kancelář pro prodej hliněného zboží Úvěrního ústavu pro obchod a průmysl v Praze.) Od listopadu 1934 byl Prastav členem kartelu Prodejna cementáren, spol. s r. o. (Tady měl jen malý podíl 5,50% i stejně malou kvótu na trhu). V kartelu bylo sdruženo celkem 9 firem (Prastav byl celkově až 7. v pořadí), ale z těch českých společností byl hned po Králodvorské cementárně druhým největším.

### Pozemky a další aktiva Prastavu
Společnost v době svého vzniku (rok 1921) vlastnila pozemky o rozloze 134 ha; o sedm let později (1928) už to bylo 200 ha a v roce 1932 (tedy o jedenáct let po svém vzniku) činila celková rozloha vlastněných pozemků 255 ha. (Pozemky pod novou vilovou čtvrtí Barrandov naopak firma prodala; původně patřily rodině Bartů.) Mramorový lom ve Slivenci přikoupil Prastav v roce 1923 od Rytířského řádu Křižovníků s červenou hvězdou. Řád za tuto transakci získal část akciového podílu ve společnosti. Vápenice a vápencové lomy v Loděnicích u Berouna firma převzala v roce 1925 od firmy Loděnické lomy a vápenice Josef Procházka. (Celkem bylo v Loděnicích zaměstnáno v cementárně 150 dělníků a ve vápenkách na dvou kruhových pecích asi 70 osob.) Loděnická firma byla založena v roce 1915, jejím majitelem byl pražský velkoobchodníkem s uhlím Rudolf Weinmann a transakce souvisela s jeho vstupem do Prastavu v roce 1924 (viz výše). Zlíchovský mramorářský závod byl zřízen na jaře 1926 a o šest let později (1930) byl rozšířen. Prastav se podílel (v roce 1923) také na založení firmy Kamenické závody dříve Ing. Jiří Víšek, akciová společnost (založena 1848). Víškův původní podnik převzal Prastav za pomoci České banky v Praze a Dr. Ing. Rudolfa Bárty. Firma Tvrdek a spol. vlastnila žulové a mramorové lomy ve Výškovicích u Vimperka. Prastav koupil v roce 1927 majoritní podíl v této veřejné obchodní společnosti. Od firmy Antonín Herget, cihlářské závody a vápenice, spol. s r. o. získal Prastav odkupem (s pomocí České banky) v roce 1933 vápenice a vápencové lomy v Holyni u Prahy. V roce 1938 zakoupil Prastav svoji poslední předválečnou akvizici – válcovnu železa Josef Kukla v Pečkách.

### Původ názvu Prastav
V obchodním styku se zkratka pro „pražská staviva“ začala používat asi od roku 1924 nebo 1925. Teprve v roce 1930 pronikla tato zkratka i do oficiálního názvu firmy: Prastav, spojené pražské továrny na staviva akciová společnost.

### Prastav ve 30. letech 20. století
Modernizace a rekonstrukce závodů probíhající postupně po celou dobu 30. let 20. století se odrazila i ve znatelném navyšování produkce Prastavu. V roce 1929 vyprodukovala firma 4 308 vagonů zboží a v roce 1933 už 5 500 vagonů (zvýšení o více než 27 %). Vlivem hospodářské krize se Prastav v letech 1934 a 1935 dostal do ztráty, ale zvýšená poptávka po cementu a dalších stavebních materiálech související s výstavbou objektů československý pohraničního opevnění tento trend zvrátila. Ke konci roku 1938 zaměstnával Prastav 2 tisíce dělníků, produkoval 10 tisíc vagonů cementu; 15 tisíc vagonů vápna; 1 250 vagonů keramiky a 3 tisíce vagonů mramoru a mozaikových dlažeb (především si dobře odbytově vedla červená, černá a bílá chodníková mozaika). Firma exportovala svoje zboží po celé Evropě, především do Rakouska, Maďarska, Jugoslávie, Polska, Itálie, Rumunska a do Holandska.

### Ochranná známka Prastavu
V září 1937 si požádala společnost Prastav o registraci svojí ochranné značky u Obchodní a živnostenské komory – u úřadu pro ochranu známek a vzorků v Praze. Ochranná známka sestávala z rovnostranného trojúhelníku, v němž byl umístěn symbol čtyřlístku a pod dolní hranou trojúhelníku se nacházel nápis Prastav, kde počáteční písmeno „P“ tvořilo svým „břichem stříšku“ nad následujícím písmenem „r“ a ve druhé polovině slova Prastav pak písmeno „t“ svým horním „trámcem“ zastřešovalo předchozí písmeno „s“ jakož i následující písmeno „a“. Čtyřlístkem označoval Prastav svoje malé zahradnické nářadí a výrobky spadající do kategorie drobná zahradnická architektura. A právě zde se dostal Prastav do sporu s firmou Waldes, která u úřadu pro ochranu známek a vzorků namítala použití čtyřlístku v ochranné známce Prastavu, neboť společnost Waldes sama užívala tento symbol již od roku 1911. Spor o užití symbolu v ochranné známce se táhl až do roku 1943 a nakonec skončil vzájemnou dohodou obou firem.

### Pražská burza
Akcie společnosti Prastav byly přijaty k obchodování na pražské burze dne 15. září 1934 a jejich nejmenší množství k obchodování bylo stanoveno na 25 akcií při kurzu 600 Kč. Přijetí na burzu bylo výsledkem úsilí České banky v Praze, která byla zároveň pověřena výplatou dividend. Většina akcií v roce 1934 byla v pevném držení České banky v Praze, pražské skupiny Weinmann, firmy Barta a Bartovy rodiny a Rytířského řádu Křižovníků s červenou hvězdou. Kurz akcií Prastavu na pražské burze v následujícím roce (1935) sice kolísal v rozsahu 450 až 360 Kč a v roce 1936 se dostal jen na 372 Kč, ale účetní rok 1936 už zakončil na hodnotě 710 Kč. V roce 1937 pak byl kurz akcií konstantní na částce 800 Kč, což souviselo i s tím, že se s akciemi obchodovalo jen minimálně.
V roce 1938 došlo k výměně akcií za nové listiny. Jedním z důvodů byl fakt, že původní akcie nenesly název Prastav a druhým i požadavek, aby v roce 1938 došlo k výplatě 17. kupónu na dividendy, ale původní arch obsahoval jen 16 kupónů. V nové emisi (z 31. března 1938 a s aktualizovanými údaji) byly vydány jednotkové akcie a násobkové akcie po 25 akciích. Ty představovaly jeden hlas na valné hromadě a také zároveň to bylo nejmenší obchodovatelné množství pro burzovní obchody.

### Druhá světová válka
Do důchodu odešel Rudolf Barta ke konci roku 1938, kdy opustil vedení podniku a svoje ředitelské místo přenechal svému prvorozenému (a jedinému) synu Dr. techn. ing. Rudolfu Bártovi (používal v příjmení Bárta dlouhé „á“).
Jako významný podnikatel, vlastenec, aktivní člen (funkcionář) vedení Československé obce sokolské byl Rudolf Bárta dne 8. října 1941 zatčen gestapem a následně vězněn v nacistických koncentračních táborech (Terezín; až do konce druhé světové války internace v Osvětimi). Do správní rady firmy Prastav bylo dosazeno několik Němců, kteří zde setrvali až do konce druhé světové války. Jedním z důvodů Bártova zatčení mohla být i strategická poloha původního komplexu továren (vápenka, cementárna, keramička) na okraji Prahy v Prokopském údolí v těsné blízkosti Prokopského lomu.

### Znárodnění
Dne 19. května 1945 byla do firmy Prastav dosazena (na základě Dekretu prezidenta republiky číslo 5/1945 Sbírky) národní správa. Ta převzala celý podnik na dobu než budou dořešeny majetkové otázky. Ihned po skončení druhé světové války (již v květnu 1945) se Bárta (po návratu z KT v Osvětimi) opět ujal vedení firmy Prastav a podnik vedl „de iure“ až do jeho znárodnění dne 24. října 1945. Znárodnění dolů a některých průmyslových podniků bylo vyhlášeno Dekretem číslo 100/1945 Sbírky, ale teprve na základě Vyhlášky ministra průmyslu číslo 63 ze dne 7. března 1946 došlo k majetkovému „rozbití“ firmy a začlenění jejích částí do dalších podniků. V průběhu roku 1946 tak došlo k začlenění majetku Prastavu jednak do podniku České cementárny a vápenice, národní podnik s určeným hlavním závodem v Králově Dvoře (jinými slovy: Královodvorská cementárna) a dále pak do Ústředního podniku Československé keramické závody, n. p. (jinými slovy: Rakovnické keramické závody). Nějakou přechodnou dobu byl Rudolf Bárta (v roce 1946) členem představenstev obou těchto podniků.
Opuštěnou podzemní továrnu v Prokopském lomu během několika týdnů od skončení druhé světové války obsadila československá armáda a postupem času (za dočasné koexistence s dělníky, kteří v části lomu ještě dotěžovali až do roku 1966 vápenec) zde vybudovala veřejnosti nepřístupný vojenský objekt. Koncem 60. let 20. století se výroba z hlubočepské keramičky přesunula mimo Prahu a její budovy zůstaly opuštěny. Vápenka v Hlubočepích ukončila provoz roku 1968 a byla zbourána.
Závod v Radotíně se specializoval jen na výrobu cementu, zatímco jeho ostatní provozy byly pro vápenický průmysl jen pobočné. Pod označením Radotínské cementárny a vápenice národní podnik byl v roce 1961 zprovozněn nový závod, zatímco ten starý (původní) ukončil svoji výrobu definitivně v roce 1963.